# Gruppo di NGC 108
Il Gruppo di NGC 108 comprende almeno sei galassie: NGC 108 che dà il nome al raggruppamento, NGC 97, UGC 310, CGCG500-15, UGC 234 e MCG 5-2-11. Inoltre NGC 97 e NGC 108 formano una coppia di galassie.
La distanza di questo gruppo dalla nostra Via Lattea è di circa 65,2 mega parsec.

## Membri
Il gruppo comprende le seguenti galassie:
| Nome        | Classificazione | Tipo            | Ascensione retta (RA) (J2000.0) | Declinazione (DEC) (J2000.0) | Velocità radiale (km/s) | Magnitudine apparente | Distanza (Mpc) | Dimensioni (kal) |
| ----------- | --------------- | --------------- | ------------------------------- | ---------------------------- | ----------------------- | --------------------- | -------------- | ---------------- |
| NGC 97      | E0?             | Ellittica       | 00h 22m 30.0s                   | 29° 44′ 43″                  | 4766 ± 13               | 12,3                  | 65,5 ± 4,6     | 109              |
| NGC 108     | (R)SB(r)0+      | Lenticolare     | 00h 25m 59.7s                   | 29° 12′ 43″                  | 4737 ± 25               | 12,1                  | 65,6 ± 4,6     | 151              |
| UGC 310     | Scd?            | Spirale         | 00h 31m 17.7s                   | 28° 59′ 37″                  | 4655 ± 2                | 13,84                 | 63,9 ± 4,5     | 69               |
| CGCG 500-15 | ?               | ?               | 00h 24m 36.9s                   | 29° 17′ 14″                  | 4762 ± 72               | 14,8                  | 65,4 ± 4,7     | 67               |
| UGC 234     | Scd?            | Spirale         | 00h 24m 46.5s                   | 29° 33′ 38″                  | 4668 ± 10               | 13,68                 | 64,0 ± 4,5     | 74               |
| MGC 5-2-11  | SB?             | Spirale barrata | 00h 25m 13.3s                   | 30° 02′ 12″                  | 4855 ± 9                | 14,90                 | 66,8 ± 4,8     | 61               |

Il sito DeepskyLog permette di trovare agevolmente le galassie citate in base al loro nome; in alternativa, si possono trovare le galassie in base alle coordinate celesti. Salvo indicazione contraria, le coordinate sono quelle indicate dal sito National Aeronautics and Space Administration / Infrared Processing and Analysis Center.